# Petasites
Petasites este un gen de plante din familia Asteraceae, ordinul Asterales.

## Răspândire
Rubarbă

## Caractere morfologice
- Tulpina

- Frunza

- Florile

- Semințele